# Stunner (catch)
 (septembre 2008).
Si vous disposez d'ouvrages ou d'articles de référence ou si vous connaissez des sites web de qualité traitant du thème abordé ici, merci de compléter l'article en donnant les références utiles à sa vérifiabilité et en les liant à la section « Notes et références ».
Pour l’article homonyme, voir Stunner.

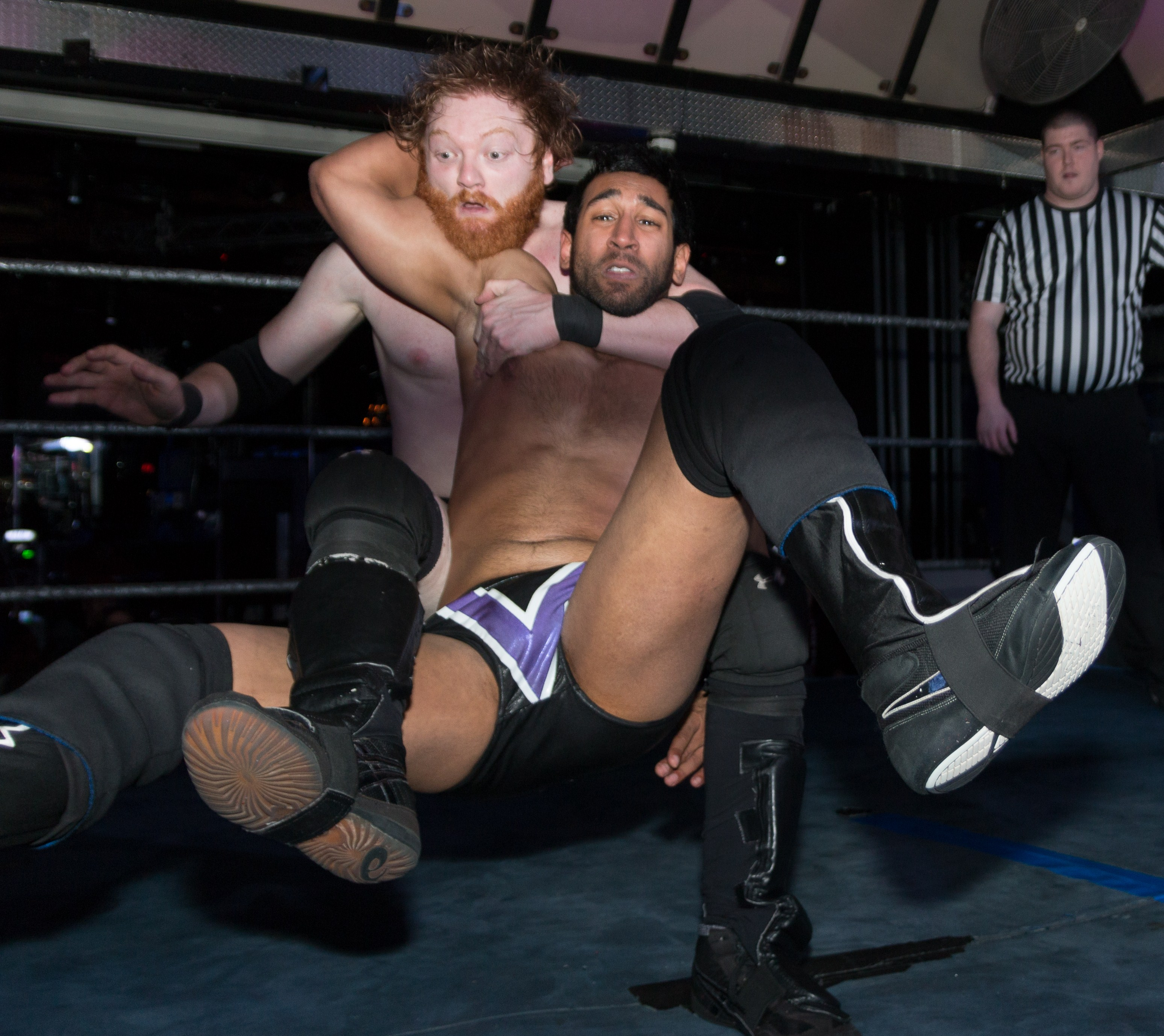
Alex Vega (à l'avant) effectuant un stunner sur Josh Rogen.

Un stunner ou sitout three-quarter facelock jawbreaker appartient à la famille jawbreaker et est un mouvement de catch où un attaquant applique un three-quarter facelock à un adversaire pour lui claquer la mâchoire en se mettant dans une position assise. La prise ressemble à un cutter. La personne qui a inventé cette prise est Mikey Whipwreck qui s'en est servi comme prise de finition (Whipper-snapper). 
Cette prise fut popularisée par Stone Cold Steve Austin, dont le mouvement est appelé Stone Cold Stunner. Il s'agit de sa prise de finition, durant laquelle il a l'habitude de faire un doigt d'honneur à la victime, puis de lui donner un coup de pied dans l'estomac ou entre les jambes pour terminer avec son Stone Cold Stunner.

## Variantes

### TKO
L'attaquant applique un three-quarter facelock à un adversaire, puis lui et l'adversaire pivote à 180° pour claquer la mâchoire d'un adversaire en se mettant dans une position assise et debout.

### Fireman's carry Facelock Jawbreaker (stunner)
Appelé aussi Total Knock Out (TKO), l'attaquant applique un fireman's carry sur l'adversaire puis il pousse les jambes en arrière et pendant que celui-ci tombe en arrière, l'attaquant porte un stunner sur lui. C'est la prise de finition de Test : le Test Driver, et de Alex Riley : le Final Score.

### Stunner élevé
L'adversaire est sur une position élevée (habituellement l'un des poteaux du ring), l'attaquant applique un three-quarter facelock, saute en avant en emmenant l'adversaire et tombe en asseyant pour claquer la mâchoire sur l'épaule. Shark Boy l'utilise comme sa prise de finition occasionnellement.

### Front Facelock swinging stunner
L'attaquant applique un front facelock sur son adversaire, pivote de 180° et tombe dans une position assise en portant un stunner. Il est possible de transformer cette variation de stunner en cutter. Cette attaque est popularisée par les Hardy Boyz qui la nomment Twist of Fate.

### Split-legged Stunner
Popularisé par Santino Marella qui l'a nommé Santino Stunner. L'attaquant se met en position de Stunner et effectue un grand écart pour que la tête de son adversaire s'éclate sur son épaule.

### Suplex Stunner
L'attaquant se met en position de suplex, soulève son adversaire et le fait passer derrière lui pour transformer la prise en Stunner. Cette prise est utilisée par R-Truth, qui la nomme Truth or Consequences.